# Smeringopus arambourgi
Smeringopus arambourgi är en spindelart som beskrevs av Fage 1936. Smeringopus arambourgi ingår i släktet Smeringopus och familjen dallerspindlar. Inga underarter finns listade i Catalogue of Life.